# تتبع الرحلات
تتبع الرحلات (Flight tracking) هي خدمة تتضمن تتبع الرحلات الجوية والطائرات ونشاط المطارات، وغالبًا ما تستخدم البرامج.

## ملخص
يتيح تتبع الرحلات للمسافرين وكذلك أولئك الذين يلتقطون المسافرين بعد الرحلة معرفة ما إذا كانت الرحلة قد هبطت أم في الموعد المحدد، على سبيل المثال لتحديد ما إذا كان الوقت قد حان للذهاب إلى المطار.
تحمل الطائرات أجهزة إرسال واستقبال إيه دي إس-بي (ADS-B)، والتي تنقل معلومات مثل معرف الطائرة وموقع GPS والارتفاع كإشارات لاسلكية. يتم جمع هذا الإرسال اللاسلكي بواسطة أجهزة استقبال (ADS-B) المدنية الموجودة بالقرب من الطائرة. أجهزة استقبال (ADS-B) هذه قادرة فقط على جمع معلومات عن الرحلات الجوية داخل النطاق الراديوي لموقعها، لذلك عادةً ما يتم إرسال البيانات التي تجمعها إلى خادم مركزي يجمع الخلاصات من العديد من أجهزة الاستقبال الفردية في جميع أنحاء العالم.
يمكن دمج تتبع الرحلات مع خدمات إدارة السفر وتتبع السفر، مما يسمح بزيادة التشغيل الآلي لبرامج السفر. لا يزال تطبيق تتبع الرحلات هذا في مهده حاليًا، ولكنه من المقرر أن ينمو بشكل كبير مع زيادة اتصال الأنظمة.
على الرغم من التقدم، فإن العديد من الأحداث المفاجئة مثل التغيرات المناخية المفاجئة لا يتم التقاطها بواسطة متتبعي الرحلات الحاليين لأنهم يأخذون معلوماتهم ليس من الطائرة نفسها ولكن من مراكز الإرسال التي غالبًا لا تعرف الحالة الفعلية لمكان وجود الطائرة.
برنامج تتبع الرحلات متاح للمشغلين التجاريين لتتبع طائراتهم ومراقبة ما إذا كانوا ينحرفون عن مسار الرحلة المتفق عليه. إذا فعلوا ذلك، يتم إنشاء إنذار تحذير للتنبيه إلى مشكلة محتملة. يقوم نوع البرنامج المتاح أيضًا باستيراد ومراجعة معلومات الطقس العالمي ومعلومات نوتام (NOTAM) لمراقبة أي مشكلات ناشئة يمكن أن تؤثر على الرحلة.

## قائمة خدمات تتبع الرحلات
- ADS-B Exchange
- ADSBHub
- Aviation Edge
- فلايت أوير
- فلايت رادار 24
- OpenSky Network
- Plane Finder
- Planeradar
- رادار بوكس
- فاري فلايت